# Traquet de Perse
Oenanthe chrysopygia
Espèce
Statut de conservation UICN

 LC  : Préoccupation mineure
Le Traquet de Perse (Oenanthe chrysopygia) ou traquet à queue rousse, est une espèce d'oiseaux de la famille des Muscicapidae.
Cet oiseau est notamment répandu à travers l'Iran et l'Afghanistan.